# Залізничний вокзал Анкари
Залізничний вокзал Анкари (абревіатура — YHT; тур. Ankara Yüksek Hızlı Tren Garı) — багатофункціональна комерційна будівля, також один зі швидкісних залізничних вокзалів Анкари, є частиною станції Анкара. Крім вокзалу на території будівлі знаходиться торговий центр, кінотеатр, чотиризірковий готель і кілька комерційних офісів.
Будівництво почалося 9 грудня 2013 року і було завершено через три роки в травні 2016. Урочисте відкриття сталося 29 жовтня 2016 року в 93-тю річницю проголошення Турецької Республіки.
Будівля належить корпорації Турецька залізниця та управляється приватною компанією TCDD Taşımacılık. Восьмиповерховий будинок площею 175 000 м2 і висотою 30 метрів знаходиться в центрі Анкари на бульварі Селяль Баяр 78. Будівництво обійшлося у 235 млн доларів (~ 16 млрд лір)

## Історія

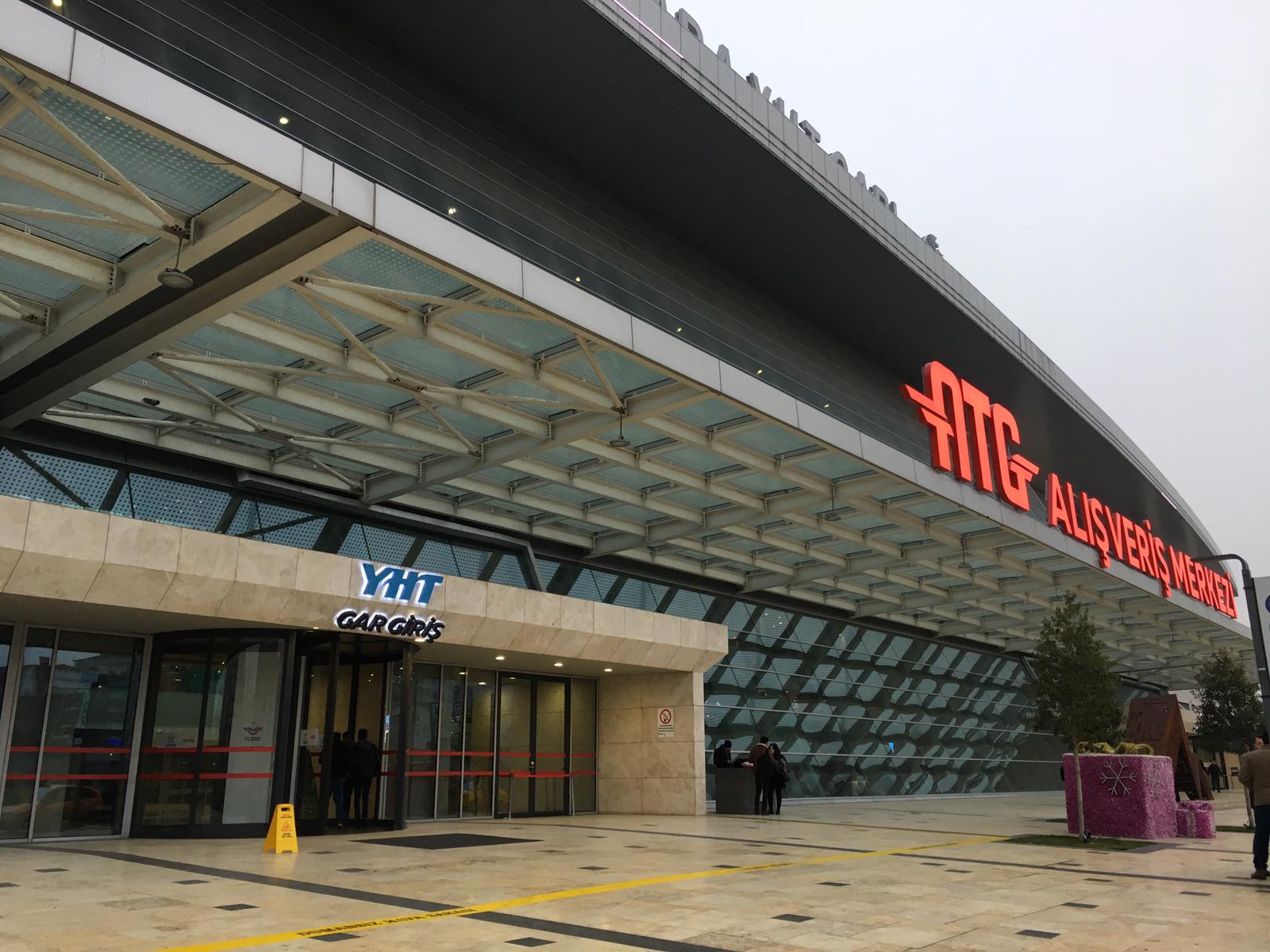
Головний вхід в ATG

У 2004 році були розпочаті роботи з будівництва високошвидкісної залізничної лінії Анкара-Стамбул, одночасно з цим, в рамках масштабної модернізації залізниці Туреччини виникли плани з будівництва нової залізничної станції в Анкарі, і вже в серпні 2005 року Турецька залізниця в партнерстві з Міністерством транспорту і зв'язку Туреччини запланувала будівництво мережі нової швидкісної залізниці.
Будівництво нової станції було дозволено 11 липня 2007 року рішенням міської ради Анкари. Однак, плани будівництва нової станції були зустрінуті різкою критикою з боку багатьох турецьких архітекторів у зв'язку з тим, що вони припускали знесення кількох історичних будівель на території станції Анкара. Але заперечення були проігноровані. Проте, у 2008 році розробка планів будівництва була зупинена, коли 16-й окружний суд Анкари скасував рішення міської ради, пославшись на те, що проєкт поставить під загрозу існування історичних споруд на території станції.
В результаті корпорацією «Турецька залізниця» були переглянуті початкові плани будівництва, після чого був розроблений план нового терміналу, який охоплював тільки дві південні платформи і суміжні залізничні колії. Ці платформи були використані приміськими поїздами до районів Синджан і Кай й в будь-якому випадку були б замінені.
20 січня 2011 року був оголошений тендер на будівництво, який згодом двічі переносився через великий попит на реєстрацію. Перший раз він був перенесений на 22 лютого, а другий раз на 2 березня того ж року, проте, тендер був провалений і в підсумку був перенесений на 17 липня 2012 року, але і він також був перенесений. На цей раз на прохання компаній-учасників. В результаті тендер відбувся 28 серпня 2012 року, переможцем якого став консорціум Limak İnşaat, Kolin İnşaat і Cengiz İnşaat. За результатами тендеру вони повинні були збудувати будівлю протягом двох років (24 місяці). Будівництво обійшлося у 235 млн доларів. 170 з яких під 15-и річний кредит видав ДенізБанк, а 65 належали самим переможцям тендеру. Крім того, консорціум був зобов'язаний займатися обслуговуванням будівлі протягом 19 років і 7 місяців (до 2036 року) за схемою «Будівництво-експлуатація-передача». А по завершенню цього терміну право власності перейде Турецькій залізниці.

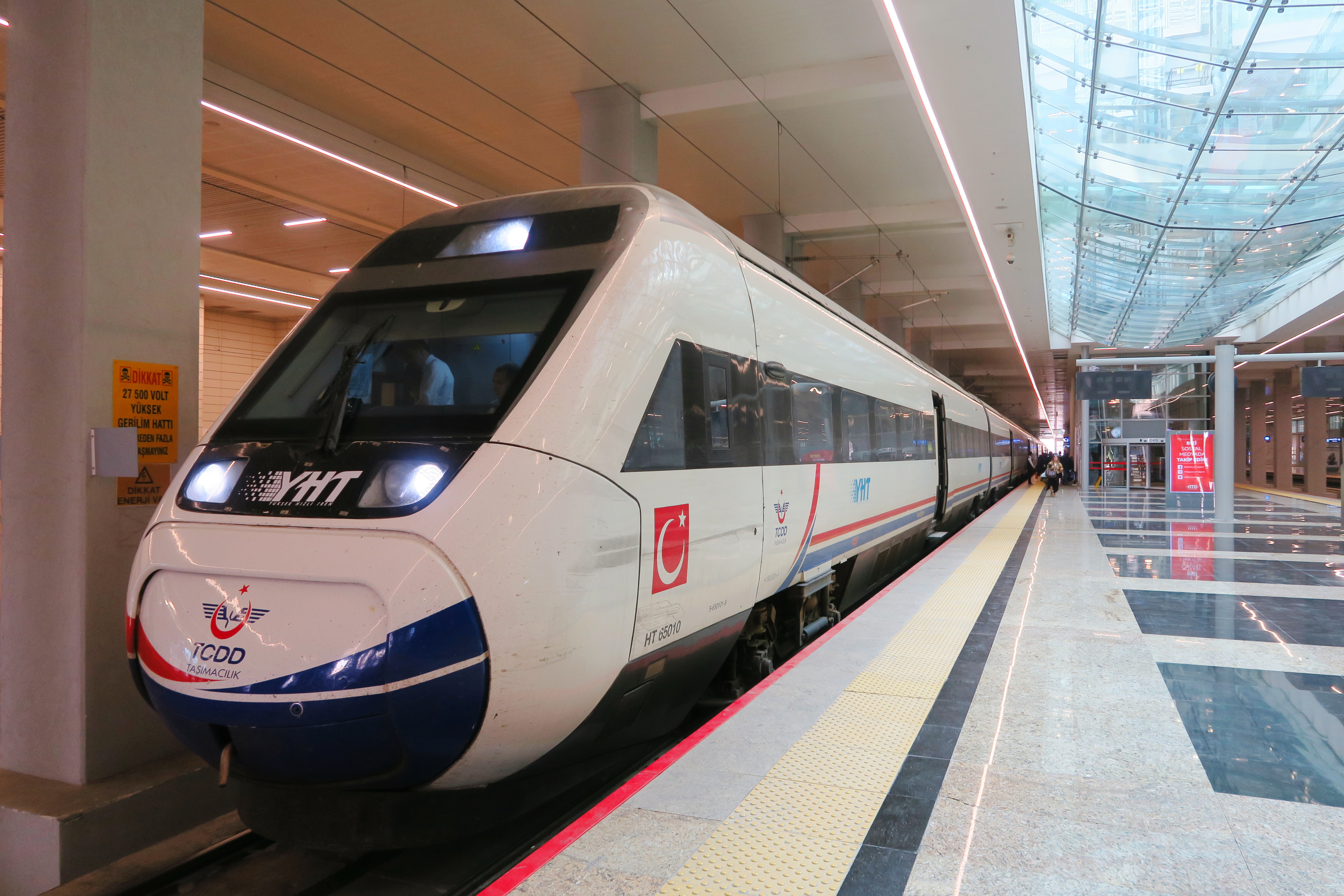
Залізнична платформа ATG

Для управління будівлею і вокзалом, який в неї входить була також створена компанія під назвою «Управління залізничним вокзалом Анкари» (ATG), яка в тому числі, буде знаходитися в управлінні консорціуму до 2036 року.
Будівництво розпочалося 9 грудня 2013 року з демонтажу старих приміських платформ залізниці Анкари, і вже через три роки в травні 2016 року роботи були завершені. Будівля і залізничного вокзалу була офіційна відкрита 29 жовтня 2016 року. У церемонії урочистого відкриття взяли участь президент Туреччини Реджеп Ердоган, прем'єр-міністр Біналі Йилдирим і міністр транспорту Ахмет Арслан.

## Специфікації

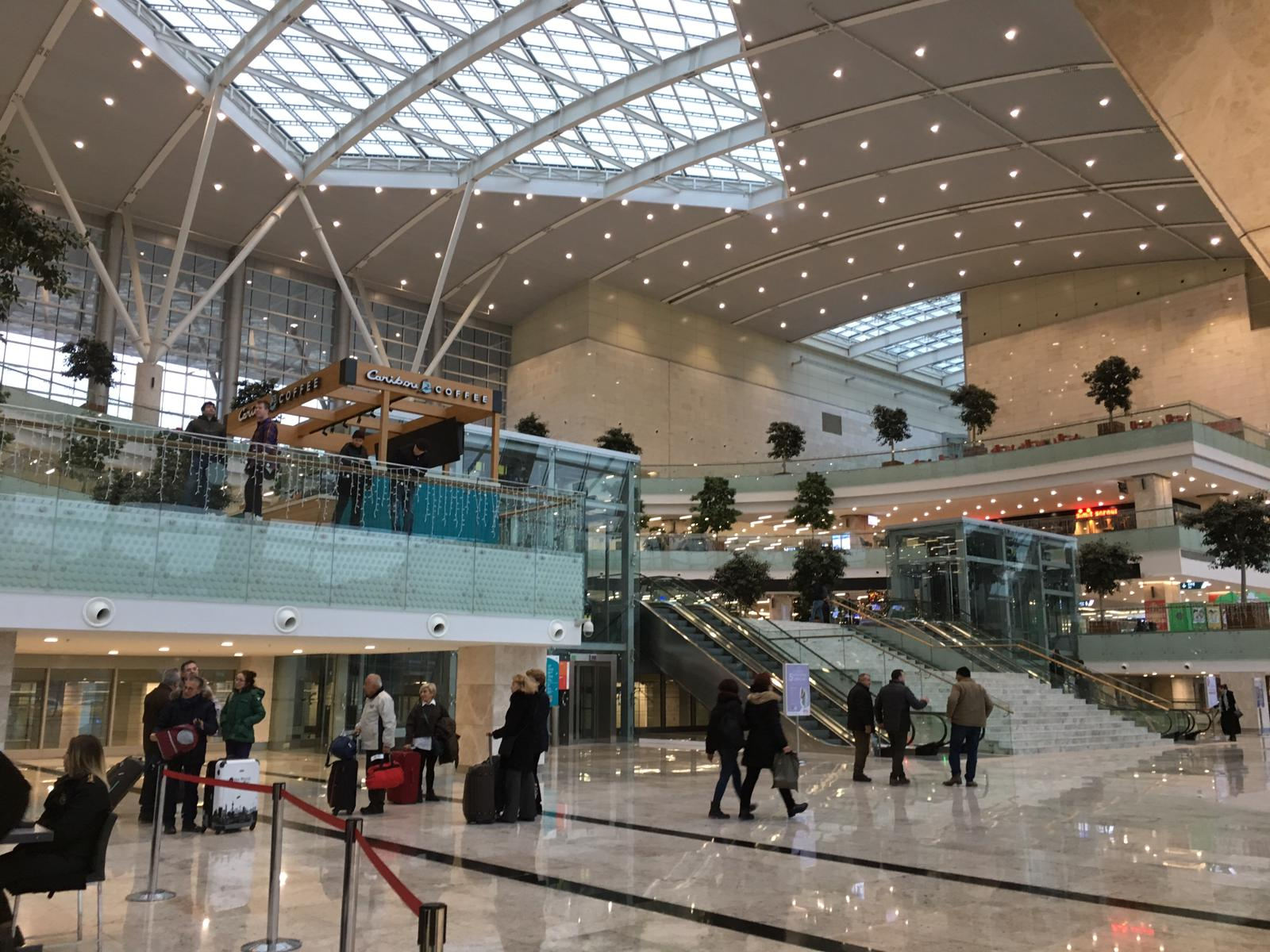
Всередині торгового центру ATG

Площа території складає 194.460 м2 (разом із залізничними коліями), включаючи площу будівлі рівній 175 000 м2. Будівля складається з 8 поверхів і вміщає до 50 000 осіб. Вокзал складається з 3 платформ і 6 залізнична колій, куди одночасно можуть підходити до 12 високошвидкісних поїздів. Будівля має 2 автостоянки, загальною місткістю 1910 автомобілів. Також, в будівлі знаходяться різного роду кафе, ресторани, кілька комерційних офісів, і велика кількість бізнес-майданчиків, торговий центр, кімнати очікування, пункти першої допомоги й охорони. У тому числі в будівлі присутня мусульманська мечеть і кілька дитячих ігрових зон. Крім того, в будівлі є чотиризірковий готель на 134 номери та 225 спальних місць.
Поруч з будівлею знаходиться станція метро, а також зупинка громадського транспорту.
Високошвидкісний залізничний вокзал Анкари спеціально розроблений для пасажирів з обмеженими можливостями. Є два ліфти для інвалідів, пандуси, чутливі поверхні, туалети та кіоск для інвалідів, щоб пасажири-інваліди, які будуть користуватися вокзалом, могли легко задовольнити всі свої потреби. Крім того, в будівлі є орендовані інвалідні коляски для літніх людей та інвалідів.
На вокзалі пасажири інформуються за допомогою голосових оголошень на турецькій і англійській мовах і електронних інформаційних табло. Також є інформаційна спеціальні місця для очікування для пасажирів.